# Arsenal Football Club (Maseru)
Pour les articles homonymes, voir Arsenal (homonymie).
Arsenal Football Club est un club de football du Lesotho, basé à Maseru.

## Palmarès
- Championnat du Lesotho de football: 3

1989, 1991, 1993
- Coupe du Lesotho de football: 3

1989, 1991, 1998